# Mary Cassatt

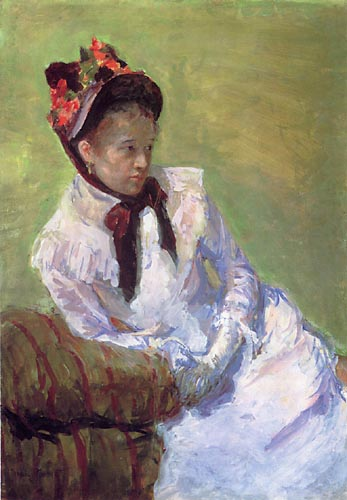
Zelfportret, ca. 1878, Metropolitan Museum of Art, New York

Mary Cassatt (Allegheny (Pittsburgh, Pennsylvania), 22 mei 1844 – Le Mesnil-Théribus (Oise, bij Parijs), 14 juni 1926) was een Amerikaans impressionistisch kunstschilder, pastellist en graveur die vooral bekend werd om haar portretten van moeders en kinderen. Men zou haar een Europese Amerikaanse kunnen noemen, want ze bracht het grootste deel van haar volwassen leven door in Frankrijk. Haar schilderstijl ontwikkelde ze in nauw contact met Franse schilders van het impressionisme. Ze werd door Gustave Geffroy in 1894 genoemd als een van de drie grote vrouwelijke impressionisten naast Berthe Morisot en Marie Bracquemond.

## Biografie

### Jeugd
Mary Cassatt werd geboren in Allegheny (Pittsburgh, Verenigde Staten), als dochter van een rijke makelaar in beurswaarden en gronden, Robert Simpson Cassat (later Cassatt) en van Katerin Kelso Johnston, telg uit een bankiersfamilie. Haar vader had een bijzondere band met Frankrijk omdat hij afstamde van de Franse hugenoot Jacques Cossart, die zich in 1662 in Nieuw-Amsterdam had gevestigd. Haar moeder was goed opgeleid en zeer belezen en had een grote invloed op Mary.
In 1851 verhuisde de familie naar Parijs, waar ze bleef tot 1853 om daarna drie jaar door te brengen in Heidelberg en Darmstadt, waar Mary's oudere broer Robbie studeerde voor civiel ingenieur. In 1855, na de ziekte en het overlijden van Robbie, keerde het gezin terug naar Amerika en vestigde zich in Philadelphia.
In 1861 beëindigde Mary het middelbaar onderwijs (college). Zij studeerde vanaf 1861 tot 1865 aan de Pennsylvania Academy of Fine Arts in Philadelphia. Dit was tegen haar vaders zin, die eigenlijk zijn dochter meer als een huisvrouw zag van een gefortuneerd gezin, maar Mary was vastbesloten een schilderscarrière op te bouwen. In 1866 kreeg ze dan uiteindelijk toch toestemming van haar vader om zich in Parijs te vestigen en daar verder te studeren.

### Parijs 1866-1870

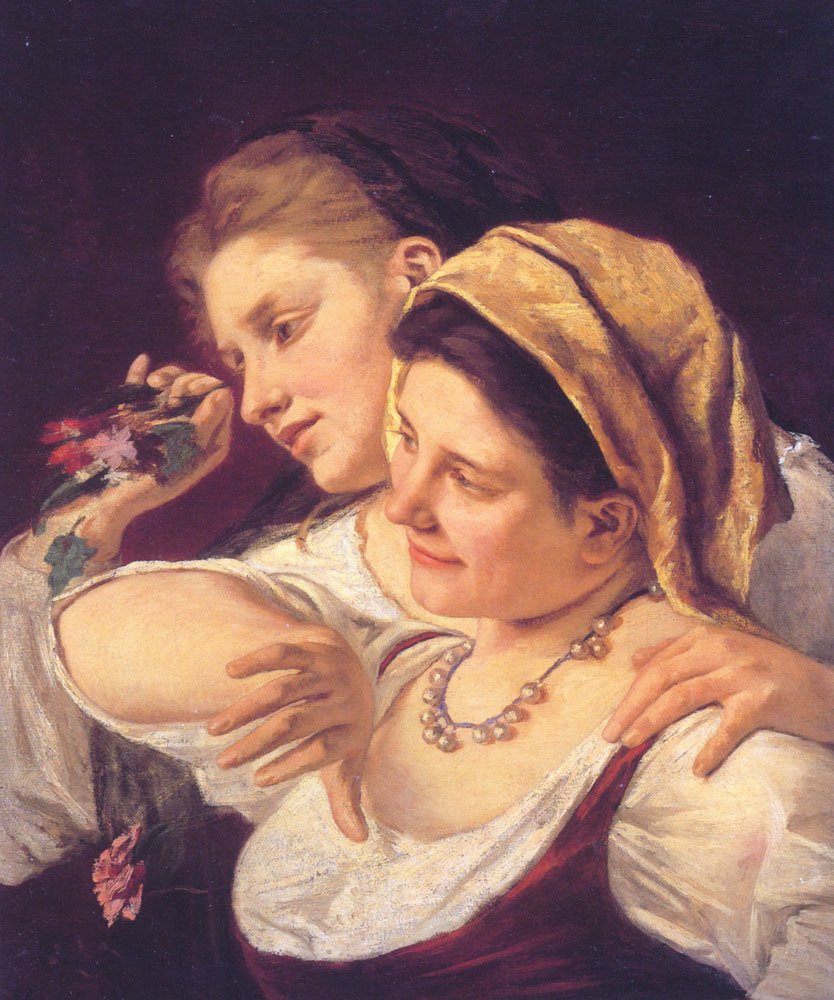
Two Women Throwing Flowers during Carnival, 1872

Ze vestigde zich in Parijs met haar moeder die voor een paar maanden was meegekomen. Ook haar beste vriendin uit Philadelphia, Eliza Haldeman, was meegekomen.
Aangezien vrouwen geen les konden volgen aan de École des beaux-arts, wilde ze privélessen volgen bij de leraren van het instituut. Gérôme accepteerde haar als leerling. Daarnaast kreeg ze de toestemming om werken te kopiëren in het Louvre. Eind 1866 ging ze lessen volgen bij Charles Joshua Chaplin, een bekend genreschilder en in 1868 kreeg ze les van Thomas Couture.
In 1868 werd voor het eerst een van haar werken, The Mandoline Player, aanvaard voor de Parijse Salon. Dit schilderij was gemaakt in de romantische stijl van Corot en Couture. Het is een van de twee werken uit haar beginperiode die met zekerheid aan haar kunnen worden toegeschreven. De Franse kunstscene was in die periode volop in beweging met kunstenaars zoals Gustave Courbet en Édouard Manet, die zich verzetten tegen de academische stijl, maar Cassatt bleef gedurende meer dan tien jaar standvastig schilderen op de traditionele manier en werk tentoonstellen op de Salon vooraleer ze overging tot het impressionisme.
Ze keerde terug naar de Verenigde Staten bij het uitbreken van de Frans-Duitse Oorlog in 1870 en ging bij haar familie wonen in Altoona. Haar vader verzette zich nog altijd tegen haar keuze voor de kunst en wilde de kosten voor schildersmateriaal niet meer bekostigen. In een brief van juli 1878 schreef ze dat ze de huur van haar studio had opgezegd, het portret van haar vader in stukken had gescheurd en dat ze geen penseel meer zou aanraken voor ze kon terugkeren naar Europa.
Ze trok in de herfst naar New York om daar een aantal van haar werken te verkopen om de fondsen te verzamelen die haar moesten helpen haar carrière als kunstschilder te vervolgen, maar ze had geen succes. Ze reisde door naar Chicago en verloor er enkele van haar werken in de grote brand van 1871. Maar kort daarop trok haar werk de aandacht van de aartsbisschop van Pittsburgh, die haar de opdracht gaf voor het kopiëren van twee werken van Correggio in Parma. Ze kreeg een voorschot om de reis- en verblijfskosten te dekken. Samen met Emily Sartain, ook een schilderes uit een welgestelde familie uit Philadelphia, reisde ze in de herfst van 1871 terug naar Europa.

### Impressionistische periode

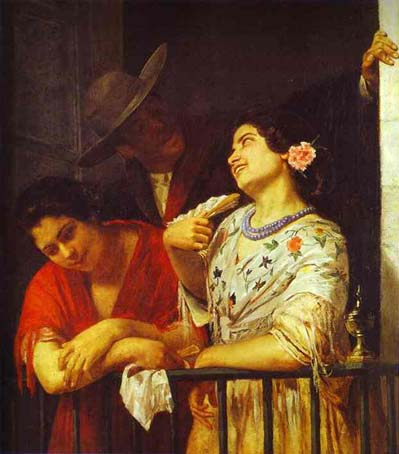
On the balcony, 1873

Na haar aankomst in Parma stuurde ze weer een werk in voor de Parijse Salon van 1872, Two Women Throwing Flowers During Carnival, dat goed werd ontvangen en verkocht werd. Ze was op slag een gevraagd persoon in de Parmezaanse kunstgemeenschap.
Nadat ze de kopieën van de werken van Correggio had afgewerkt, reisde ze naar Madrid en Sevilla. Door haar kennismaking met de werken van Diego Velázquez en Murillo voltrok zich een wezenlijke verandering in haar stijl. Ze maakte in Spanje verschillende doeken met specifiek eigentijdse Spaanse onderwerpen, maar niet langer geschilderd naar het voorbeeld van de oude meesters, maar veeleer in de stijl van Édouard Manet. Haar gerichtheid op het momentele gebeuren wordt treffend geïllustreerd met het doek Offering the Panade to the Bullfighter. De contrastrijke kleuren aangebracht met robuuste borstelstreken doen een levendige oppervlaktestructuur ontstaan. We herkennen in dit werk ook twee kenmerken van Cassatts latere werk, namelijk het afsnijden van de figuren waardoor ze volledig op de voorgrond komen en het ontbreken van anekdotische inhoud. In 1874 besluit ze om zich definitief in Parijs te vestigen. Haar zus Lydia kwam bij haar wonen.
Cassatt werd een hevig criticus van het jurysysteem van de Salon. Ze was ervan overtuigd dat werken van vrouwelijke artiesten werden geweigerd als ze geen connectie hadden in de jury. Als in 1875 een van haar twee ingestuurde werken geweigerd wordt, is voor haar het hek van de dam. Ze krijgt ruzie over het onderwerp met haar kamergenote Emily Sartain en hun wegen scheiden zich.

Little Girl in a Blue Armchair, 1878, National Gallery of Art, Washington

Bij haar komst in Parijs in 1873 was haar werk al opgevallen bij Edgar Degas. Nadat ze in 1877 elkaar persoonlijk hadden leren kennen, ontstond er een nauwe artistieke samenwerking tussen Cassatt en Degas en ze bleven levenslang bevriend. Het ging zo ver dat Degas haar werk Little Girl in a Blue Armchair (1878) zou voltooien. Het doek werd afgewezen voor de Amerikaanse sectie van de wereldtentoonstelling van 1878 in Parijs.

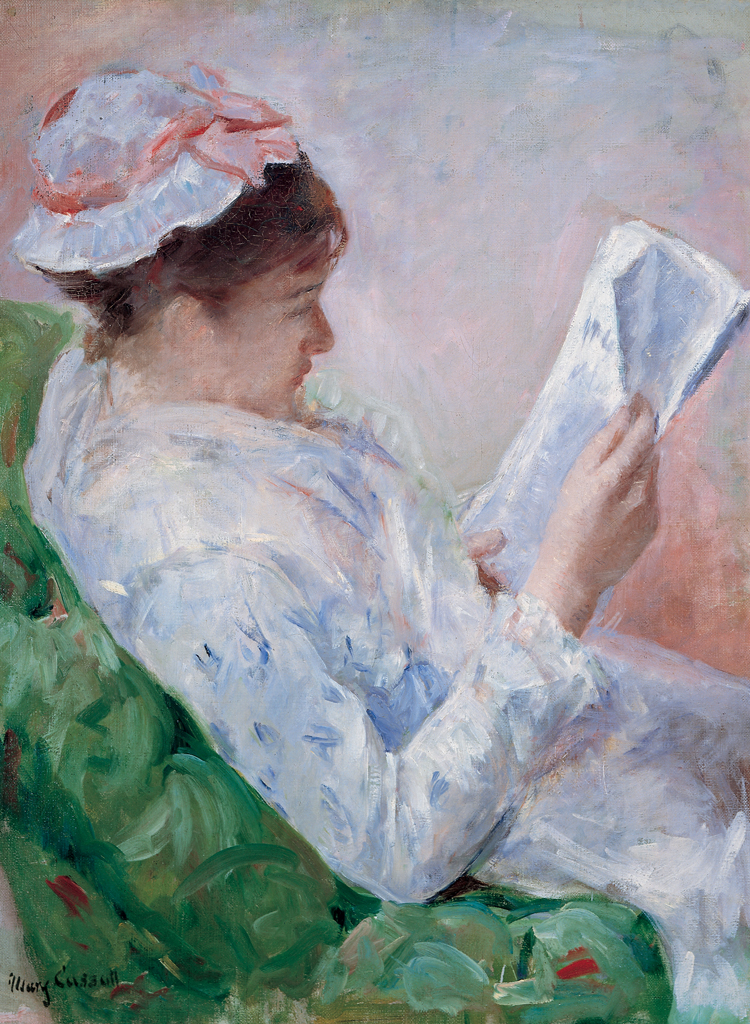
Woman Reading, 1879, (Lydia, de zus van Mary, met de ochtendkrant), Joslyn Art Museum, Omaha, NE

In 1877 werden haar beide inzendingen voor de Salon geweigerd. Het was de eerste keer in zeven jaar dat daar geen werk van haar te zien was, maar ze werd door Degas uitgenodigd om deel te nemen aan de Vierde tentoonstelling van de impressionisten. Ze exposeerde er in 1879 elf werken. Tijdens die tentoonstelling ontmoette ze Berthe Morisot en de beide vrouwen zouden nauwe vriendinnen worden. Cassatt nam ook deel aan al de volgende impressionistententoonstellingen, behalve aan de zevende waar ook Degas niet exposeerde. Ze zette zich ten volle in voor de zaak van de impressionisten die ze als vrouw niet kon ontmoeten in de cafés, zoals toen voor de avant-garde kunstenaars gebruikelijk was, maar ze zag ze regelmatig in privékringen en op tentoonstellingen. Ze nam hun werkwijze over: waar ze voordien vooral in haar atelier had gewerkt, had ze nu altijd een schetsboek bij de hand om scènes buiten of in het theater te kunnen vastleggen.
Cassatt nam deel aan de eerste impressionistententoonstelling in de Verenigde Staten, georganiseerd door Paul Durand-Ruel in 1886. Nadien evolueerde haar stijl naar een eenvoudiger, figuratieve driedimensionale weergave. De kleuren worden niet meer gescheiden aangebracht maar in vlakken. Misschien liet ze zich hierbij inspireren door de Japanse prenten die ze toen begon te bestuderen. Ze zag zichzelf niet meer als impressionist of als lid van welke andere kunstrichting dan ook.
Praktisch was ze een grote steun voor de impressionisten, zo adviseerde ze haar vriendin Louisine Elder en haar echtgenoot Harry Havemeyer bij de opbouw van een verzameling van impressionistische werken. Een groot deel ervan is nu ondergebracht in het Metropolitan Museum of Art in New York. Ook haar broer Alexander kocht op haar aanraden een aantal werken van Manet, Monet, Morisot, Renoir, Degas en Pissarro.

### Latere leven

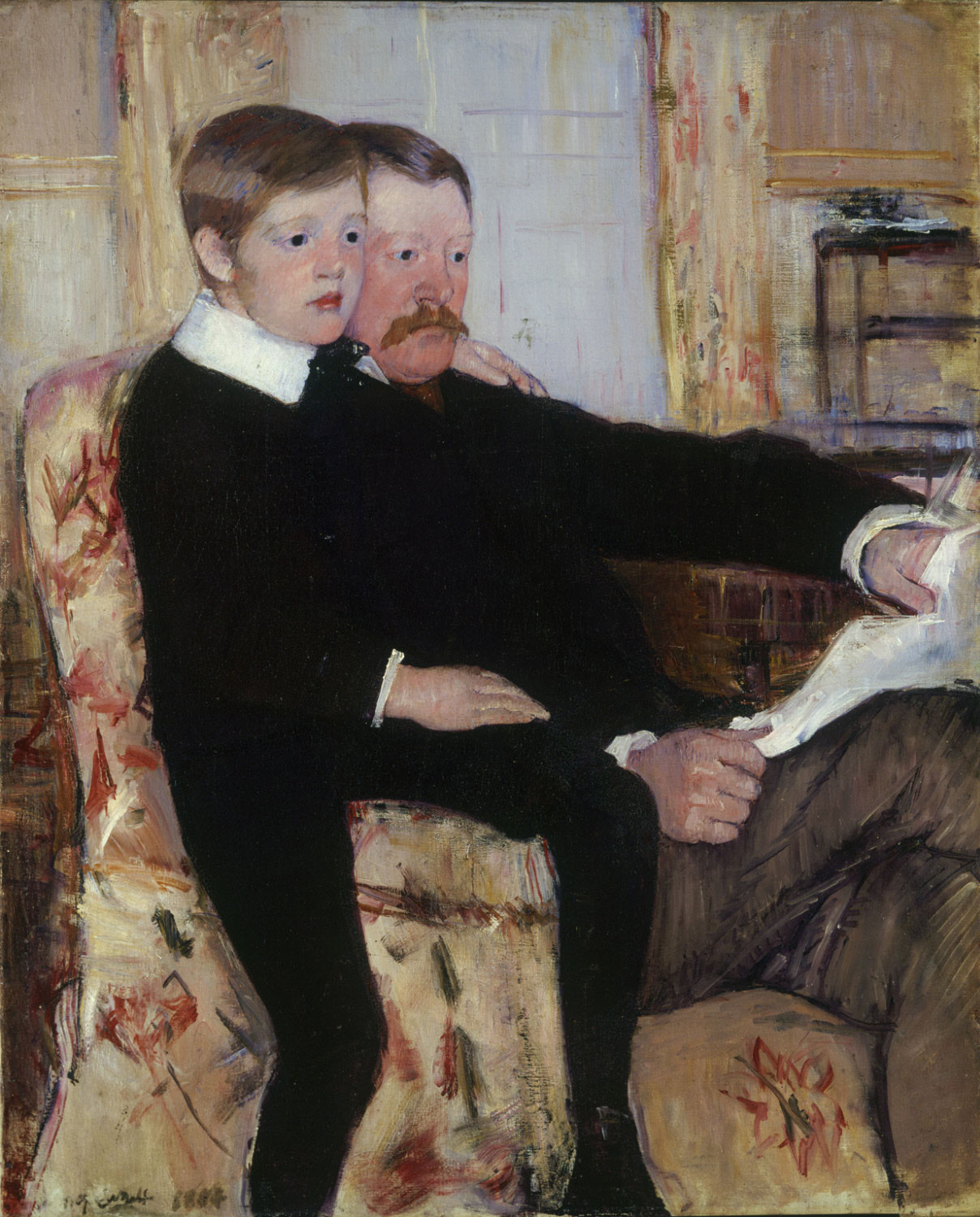
Portret van Alexander Cassatt en zijn zoon Robert Kelso, 1885.

Haar familie verhuisde naar Parijs in 1877. Cassatt had naast vrienden en kennissen heel dikwijls haar zus Lydia als model gebruikt. Toen Lydia in 1882 overleed, had Cassatt een periode waarin ze niet meer aan schilderen toekwam. Later zou Susan, de nicht van haar huishoudster Mathilde Vallet, herhaaldelijk voor haar poseren.
Haar relatie met haar moeder zou de aanleiding geweest zijn voor de talrijke moeder-kind schilderijen die ze maakte en die veel zouden bijdragen aan haar succes in de volgende jaren. Maar de moeder met kind taferelen die ze schilderde waren niet sentimenteel, maar toonden vrouwen in gewone dagelijkse bezigheden. Haar portretten waren door hun directheid en eerlijkheid zeker niet conventioneel te noemen. In deze periode en in de jaren 1880 schilderde ze ook een aantal portretten van familieleden, waarvan het Portret van Alexander Cassatt en zijn zoon Robert Kelso (1885), als een van de beste wordt beschouwd.

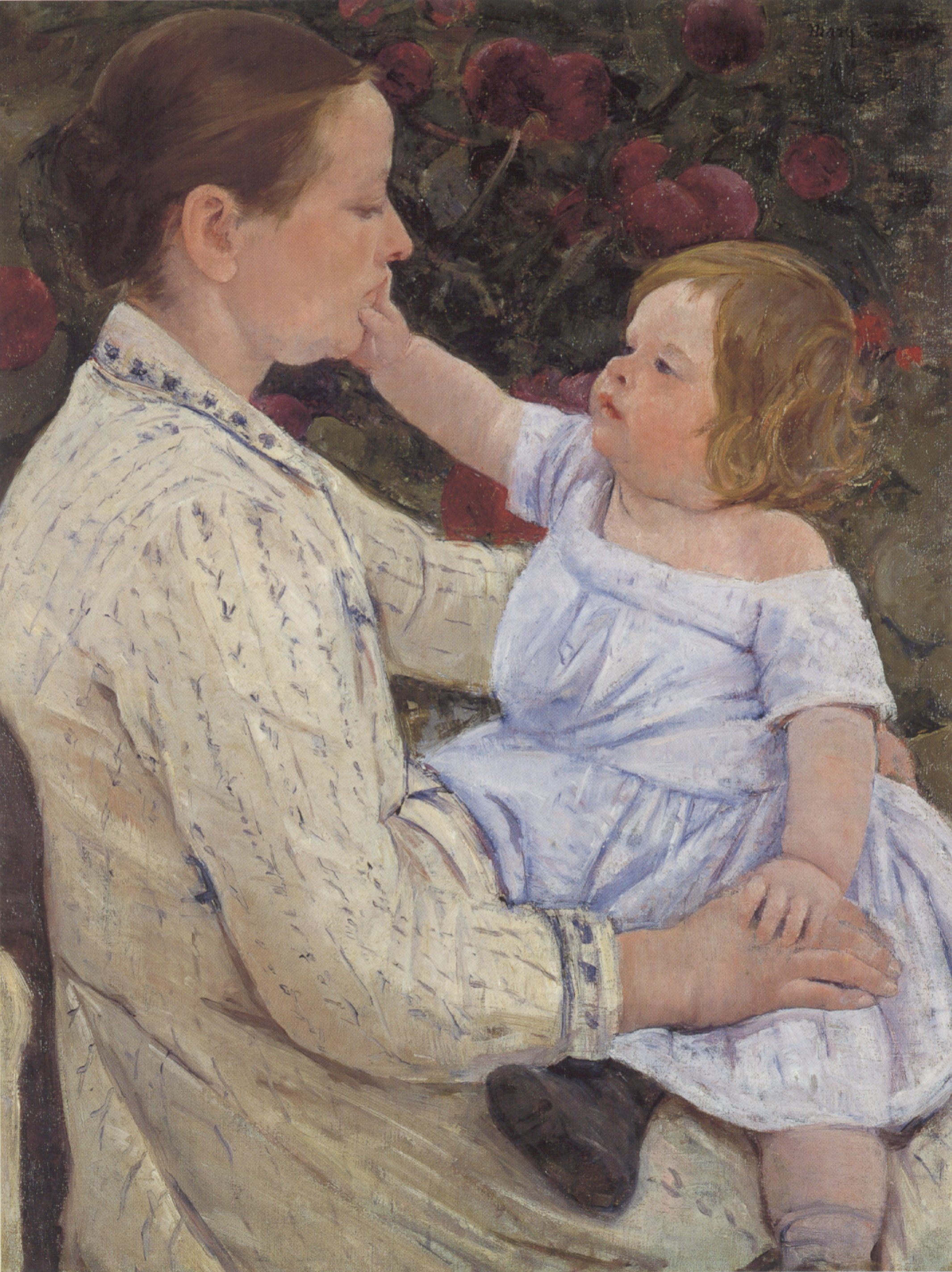
The Child's Caress, 1890, Honolulu Museum of Art

Na de tentoonstelling bij Durand-Ruel van 1878 brengt ze met haar moeder een vakantie door in Cap d'Antibes waar ze Het boottochtje schilderde.
Cassatt kocht in 1893 het kasteel van Beaufresne in Le Mesnil-Théribus, waar ze de zomers zou doorbrengen. In de winter verbleef ze in Parijs op haar appartement in de Rue Marignan en ze bracht de winters door in Grasse in de Alpes-Maritimes. Ze was zo druk bezig met de renovatiewerken aan haar kasteel dat ze niet de tijd maakte om aanwezig te zijn op de solotentoonstelling in de Galeries Durand-Ruel in New York. De tentoonstelling was niettemin een groot succes, zowel bij critici als bij kopers. De opbrengst volstond bijna om haar kasteel af te betalen.
Haar moeder stierf in oktober 1895 op Beaufresne, haar vader was al gestorven in 1881 in Parijs.
In de lente van 1901 komt haar goede vriendin Louisine Havemeyer met haar echtgenoot aan in Genua en nodigt Cassatt uit om hen te vergezellen op een reis door Italië, waar ze werken van de grote meesters in privécollecties willen kopen om hun verzameling uit te breiden. Ze doorkruisten Italië tot op Sicilië toe en bezochten Rome, Milaan, Bergamo en Florence, waar ze een Veronese op de kop tikten. Van Italië reisden ze door naar Spanje, waar de Havemeyers enkele werken van El Greco verwierven.

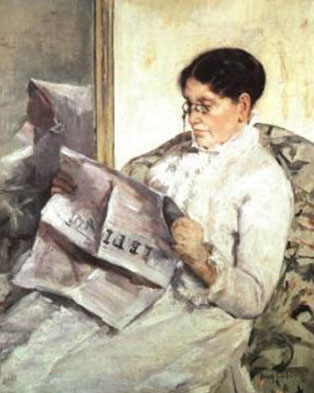
Reading "Le Figaro", 1878 (portret van haar moeder)

Na deze reis zette ze zich opnieuw aan het werk en ging verder op haar geliefde thema van moeder en kind, waarbij het nu dikwijls twee kinderen worden, zodat de compositie wat moeilijker wordt. In 1904 werd een van haar werken, La Caresse, gelauwerd op de jaarlijkse tentoonstelling van schone kunsten in Pennsylvania. In 1904 werd haar in Frankrijk het Légion d'Honneur toegekend en in 1910 volgde de benoeming tot lid van The National Academy of Design in New York. In 1914 kreeg ze een gouden medaille van de Pennsylvania Academy of the Fine Arts.
Ze maakte nog een reis naar de Verenigde Staten in 1908 om haar vriendin Louisine te bezoeken en bracht daarbij ook enkele dagen door bij haar jongste broer Gardner. Van december 1910 ging ze met hem, haar schoonzus Louise en hun twee kinderen op reis door Europa en het Midden-Oosten. Ze bezochten onder meer Constantinopel en van daar reisden ze door naar Egypte. Haar broer werd er ziek en overleed kort na zijn terugkeer in Parijs. Zij zelf kwam ziek en uitgeput terug en moest een tijd het werk staken.
In 1911 kreeg ze nog het bezoek van Louisine en terug op krachten gekomen in Beaufresne had ze in 1912 het werk hervat. Maar vanwege haar afnemende gezichtsvermogen maakte zij haar laatste werk in 1913. Hoewel zij een aantal operaties onderging, werd zij in 1921 praktisch blind.
Zij overleed op 14 juni 1926 op haar Château de Beaufresne, bij Parijs.

## Graveur

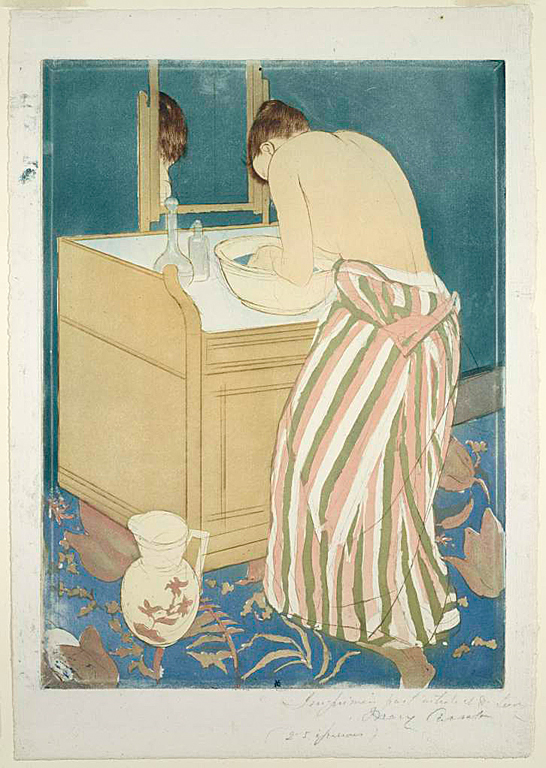
Badende vrouw, drogenaald-ets, 1891, Art Institute of Chicago

In 1880 exposeerde Cassatt op de impressionistententoonstelling met een aantal gravures die ze gemaakt had met de aquatint techniek voor het tijdschrift Nuit et Jour, dat Edgard Degas, Camille Pissarro en Félix Braquemond wilden opstarten. Het tijdschriftproject werd echter afgevoerd en Cassatt stopte met haar activiteiten als graveur.
Ze zou pas in de jaren 1885-1888 opnieuw beginnen met etsen. Ze had toen haar eigen pers en kon onafhankelijk te werk gaan. Zij produceerde een serie van gekleurde prenten, gemaakt met de droge naald, waaronder Badende vrouw en The Coiffure. De tekening van de etsen is extreem precies en de bladvulling uitgebalanceerd. Ze was hierbij waarschijnlijk geïnspireerd door de Japanse prenten die toen in de mode waren. Op de tweede tentoonstelling van de Peintres-Graveurs van 1890 in de galerie Durand-Ruel toonde ze twaalf prenten die enerzijds haar betrokkenheid bij het moeder-kind thema illustreren en anderzijds haar breuk met het impressionisme. Ze boekte veel succes met deze werken.
Toen ze in april 1890 de tentoonstelling van Japanse prenten (houtsneden) bezocht, was ze wild enthousiast. Ze schreef haar vriendin Berthe Morisot, die op haar buiten verbleef, om onmiddellijk terug naar Parijs te komen om dit evenement zeker niet te missen. Morisot kwam inderdaad naar Parijs en ze bezochten samen de tentoonstelling. Cassatt maakte een tiental droge-naaldetsen, waarvan telkens 25 exemplaren werden afgedrukt. Ze wilde ze exposeren op de tentoonstelling van de Peintres-Graveurs van 1891, maar ze werd geweigerd, omdat de organisatoren de tentoonstelling reserveren voor Franse kunstenaars. Durand-Ruel, de gastheer van de tentoonstelling, besloot echter om het werk van Cassatt en dat van Pissarro (die Deen was) in een aparte zaal te tonen. Haar werk werd zeer goed onthaald en bejubeld door de criticus Félix Fénéon.

## Galerij

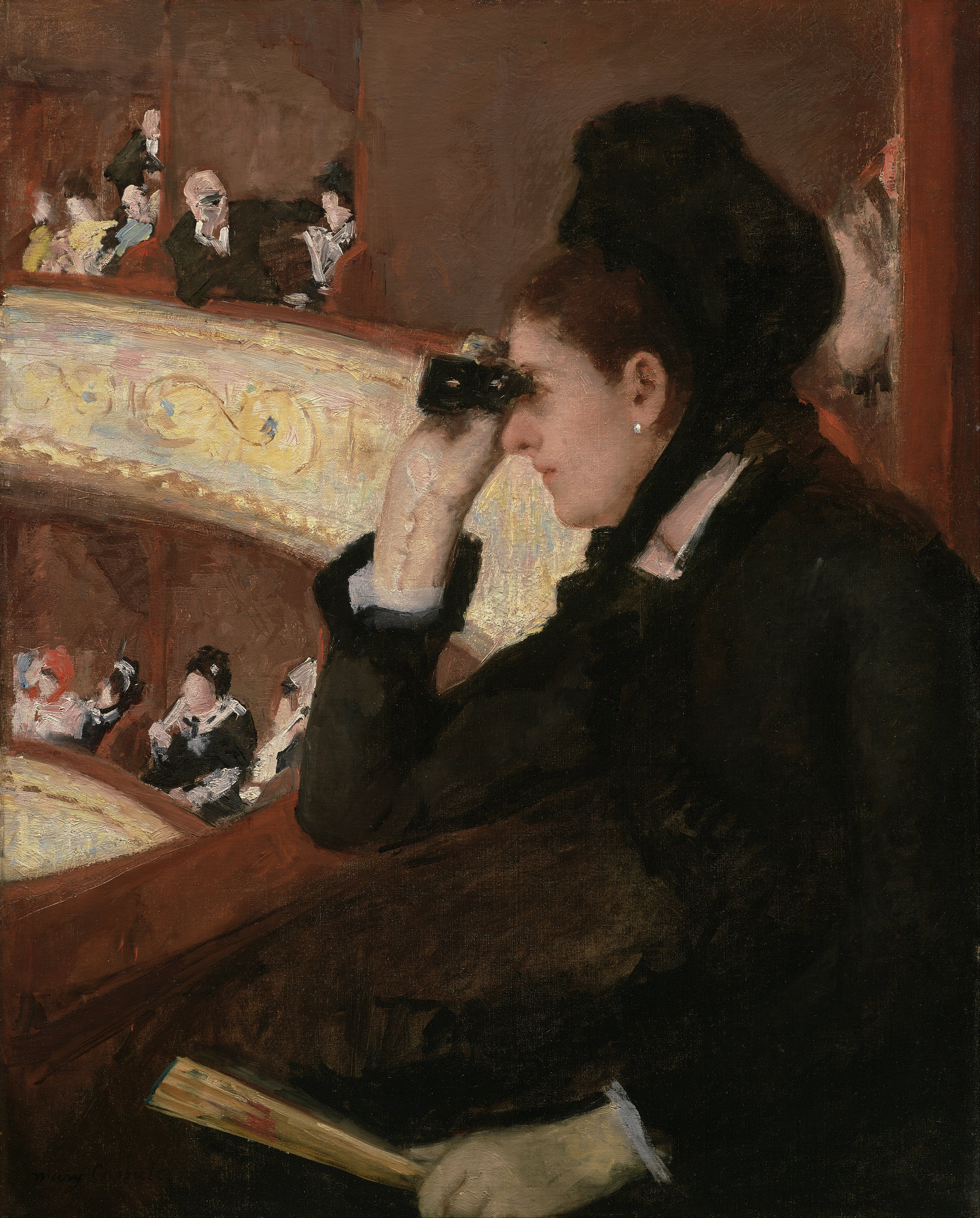
In de loge, 1878, Museum of Fine Arts, Boston
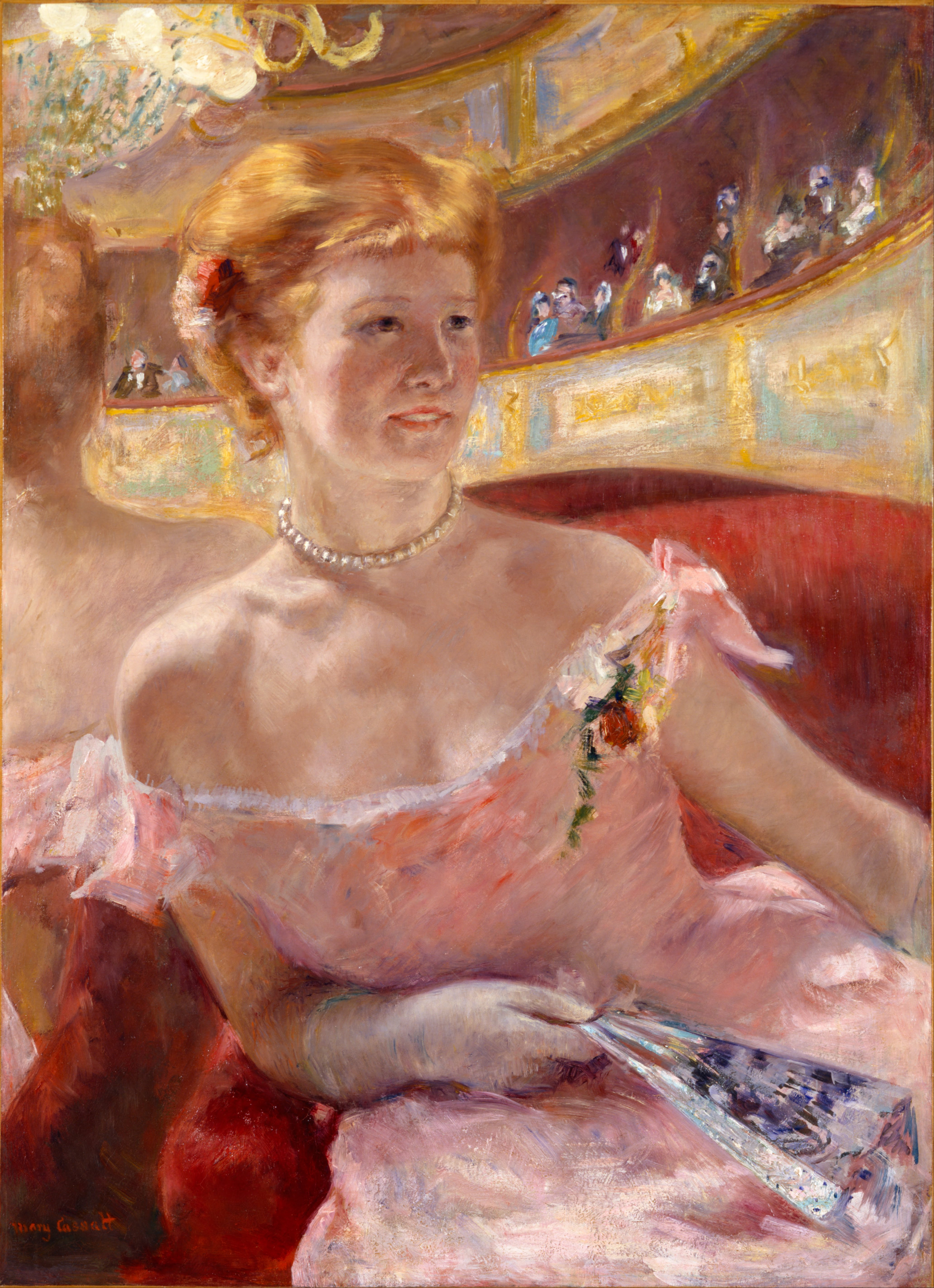
Woman with a Pearl Necklace in a Loge, 1879, Philadelphia Museum of Art
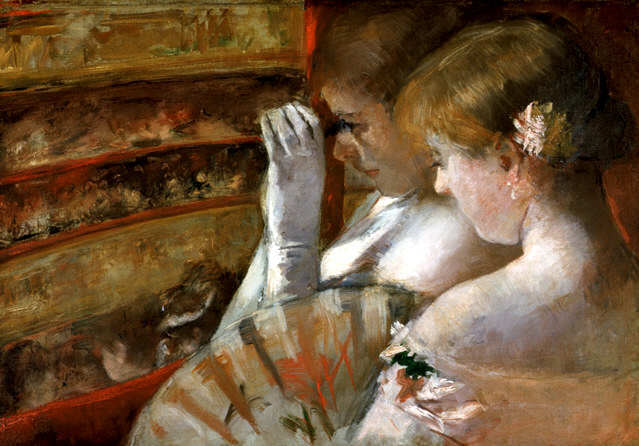
In the Box, ca. 1879
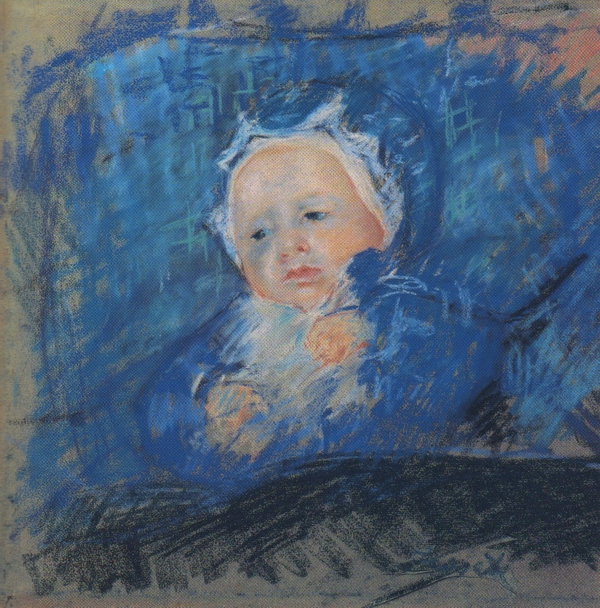
Het blauwe kind, 1884
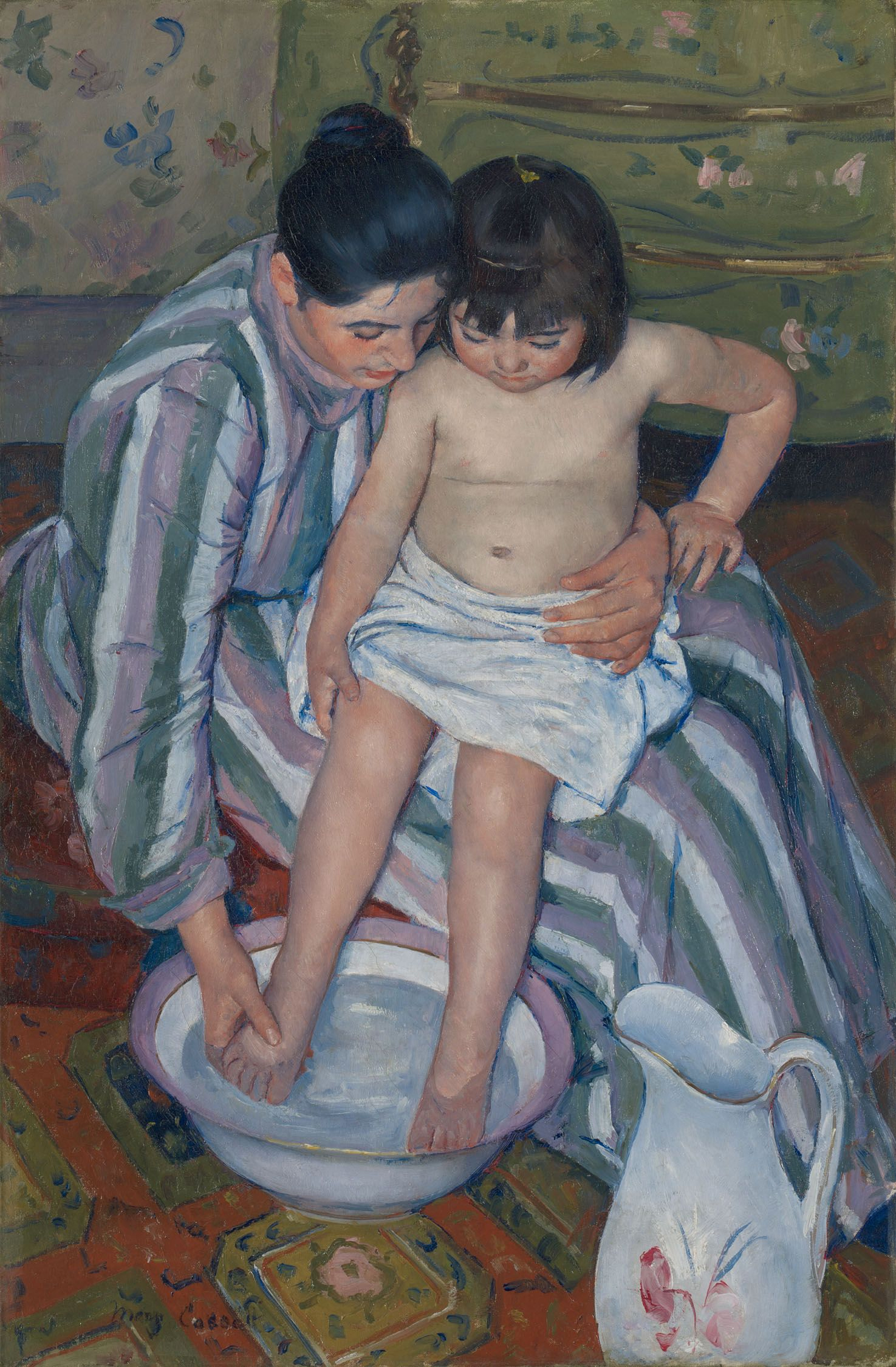
Het kinderbad, 1893, Art Institute of Chicago
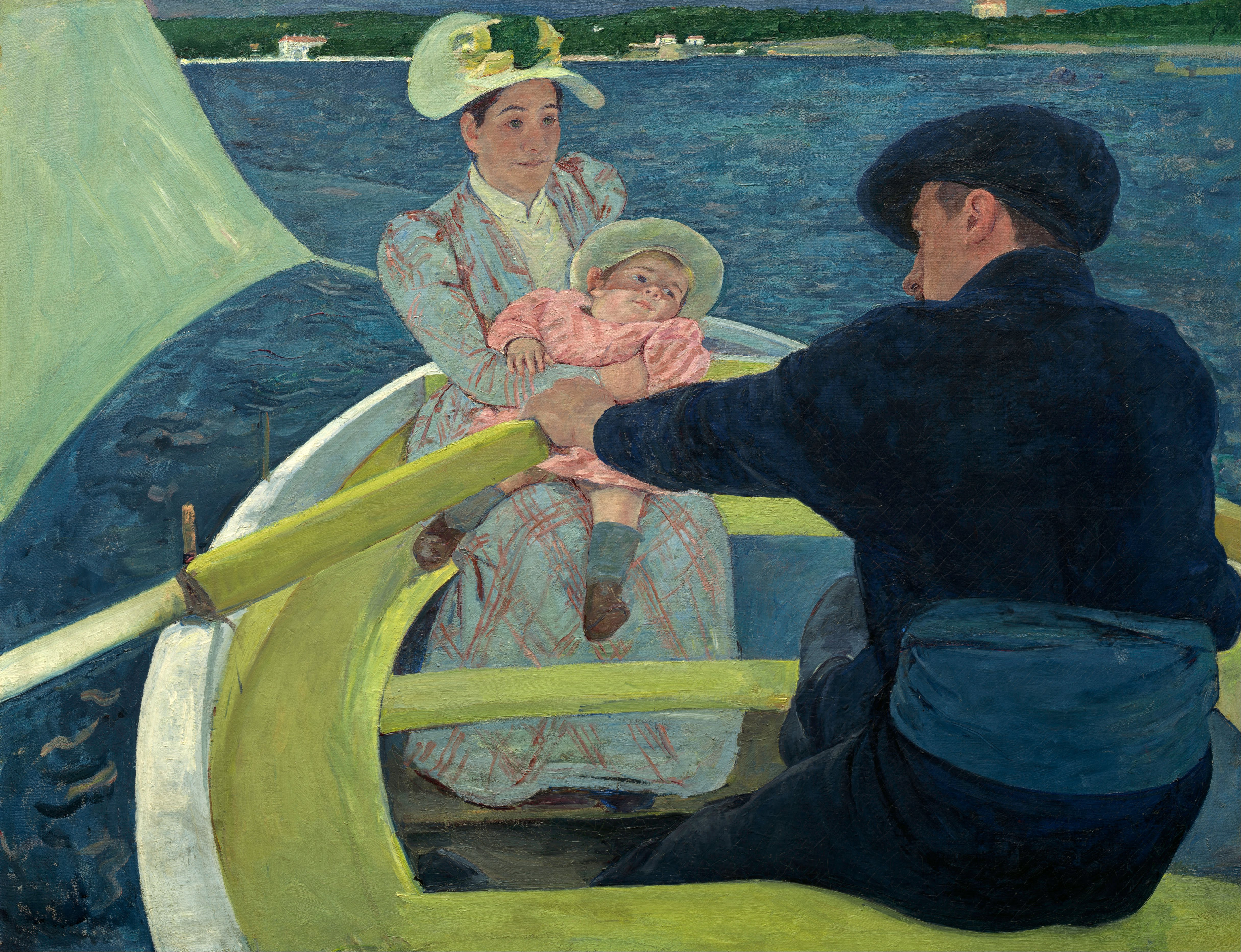
Het boottochtje, 1893-1894, National Gallery of Art, Washington